# Fastro
Fastro è una frazione divisa tra i comuni italiani di Arsiè, in provincia di Belluno, e Valbrenta, in provincia di Vicenza.

## Geografia fisica e antropica
Sorge su una terrazza che sovrasta il versante est del Canale di Brenta, alla fine di un solco vallivo che si apre a ponente di Arsiè e aggira il col della Spina. È collegata al fondo del Canale dalla tortuosa strada nota come "Scale di Primolano", dal nome della località sottostante.
A nordovest è dominata dal col dei Barc (1389 m) e a sud est dal col della Spina (785 m).
Il paese è costituito da diverse contrade. Le principali sono il Pusterno e il Solivo, toponimi che alludono alla loro diversa esposizione (l'uno, a nordest della chiesa, in posizione ombreggiata, l'altro, a nordovest, rivolto al sole). Fastro Bassanese, a ovest, è l'unica a trovarsi in comune di Valbrenta.

## Storia
Il nome del paese (in latino ecclesiastico Fagastrum) è un fitotoponimo derivante da fagus "faggio".
In un documento del 1184 Gerardino da Casier affermava di tenere in feudo dall'abbazia di Santa Maria Assunta di Mogliano Veneto anche la villam de Fanstro, forse identificabile con l'attuale Fastro.
Nel maggio del 1848, nell'ambito della prima guerra d'indipendenza, fu teatro di uno scontro tra un'avanguardia di soldati croati, che si era staccata dal grosso delle truppe austriache attestato a Feltre, e un gruppo di "crociati" bassanesi. Gli invasori vennero respinti, ma durante la battaglia venne incendiata la canonica con l'archivio parrocchiale. Questo evento spinse il generale Giovanni Durando ad ammassare i propri soldati a Bassano del Grappa, convinto che l'esercito imperiale avrebbe invaso il Veneto attraverso il Canale del Brenta; gli Austriaci, invece, si mossero lungo il Piave, sfondando a Cornuda.

## Monumenti e luoghi d'interesse

### Parrocchiale di Sant'Antonio
In origine Fastro dipendeva dalla pieve di Arsiè ma, come documentato dalla visita pastorale del vescovo di Padova Pietro Barozzi (1488), sin dai tempi più antichi i suoi abitanti frequentavano abitualmente l'oratorio di San Vito e Roveri. Gli stessi edificarono nel 1730 la chiesa di Sant'Antonio e nel 1747 ebbero la facoltà di farvi celebrare le messe festive (con l'esclusione delle solennità maggiori). Dal 1748 ebbero un proprio curato, ma nello stesso anno il luogo sacro fu distrutto da una frana. Fu ricostruita in posizione più sicura recuperando il materiale della vecchia chiesa. Nel 1770 questo nuovo edificio ebbe nuovamente il privilegio delle celebrazioni festive e nel 1779 il vescovo Nicolò Antonio Giustinian, avallando le richieste dei residenti, dichiarò Fastro parrocchia.
L'edificio è stato più volte rinnovato anche nel periodo successivo: la visita pastorale del 1816 la diceva "nuovamente costruita" e subì danneggiamenti nel già citato attacco croato del 1848; nel 1920, dopo i gravi danneggiamenti della grande guerra, fu nuovamente restaurata e ampliata.
Delle opere qui conservate, si cita una tela con San Rocco che guarisce gli appestati di anonimo veneto (seconda metà dell'Ottocento, controfacciata). Più recenti le statue della Fede in pietra calcarea (1996, sulla facciata) e il Cristo benedicente in legno (1998).

## Emigrazione
Fastro, come molti altri paesi del Veneto, e del Feltrino in particolare, ha sempre contribuito molto a popolare le file dell'emigrazione.
Le motivazioni sono da ricercare principalmente nella scarsità delle risorse del territorio, non solo del paese ma anche del comune.
L'evento più significativo del fenomeno dell'emigrazione è quello legato all'emigrazione verso il Brasile. Nel 1876 Don Munari partì con un gruppo di 11 famiglie del paese per andare verso il nuovo mondo. Oggi i discendenti di queste famiglie e di quelle che le seguirono sono decine di migliaia concentrate negli stati a sud del Brasile.
L'emigrazione è continuata anche negli anni seguenti verso le mete che di volta in volta erano disponibili (Australia, Nuova Zelanda, Brasile, Svizzera, Argentina, Stati Uniti d'America, Canada, Francia, Belgio, Torino, Milano,...).

## Caratteristiche
Una delle caratteristiche di questo piccolo paese sono le case antiche che hanno una struttura particolare.
Si tratta di costruzioni alte e strette fatte, per sfruttare la luce ed il calore del sole che altrimenti non riuscirebbe a riscaldare le stanze più lontane.

Ogni casa ha ampi poggioli in legno su cui venivano posti ad essiccare i prodotti della terra (mais, tabacco...).

Altro elemento caratteristico sono le fontane che oltre che per attingere l'acqua venivano usate per lavare.

Ogni contrada presenta uno o più capitelli che testimoniano la profonda fede religiosa degli abitanti.

### Manifestazioni e feste
Ogni anno nell'ultima settimana di luglio viene svolto un torneo di calcio a 7 comprendente squadre provenienti da diversi luoghi anche fuori dal comune di Arsiè; nella prima settimana di agosto c'è la festa clou del paese: il Torneo delle Contrade, che consiste in una serie di gare fra le contrade in diverse discipline tra cui Calcio a 7, Briscola, freccette e Green Volley.